# Pamětní kříž dobrovolníků 1830
Pamětní kříž dobrovolníků 1830 (francouzsky Croix Commémorative des Volontaires de 1830, nizozemsky Herinneringskruis voor de Vrijwilligers van 1830) je belgická pamětní vojenská medaile bojů během belgické revoluce probíhající v letech 1830 až 1831. Založena byla belgickým králem Leopoldem II. v roce 1878. 

## Historie a pravidla udílení
V roce 1833 po skončení belgické revoluce založilo nově vzniklé Belgické království vojenské vyznamenání Železný kříž udílený ve dvou třídách, aby mohli být vyznamenání účastníci revoluce za svá válečná zranění a za statečnost v boji. V roce 1835 bylo kvůli nespokojenosti příjemců ukončeno udílení Železného kříže II. třídy a všichni ocenění obdrželi kříž I. třídy. Během let držitelé tohoto vyznamenání dostávali čím dál vyšší důchody za odpracovaná léta ve státní správě a zvyšovaly se i důchody pro vdovy a sirotky. Ostatním účastníkům bojů z let 1830 až 1831 nenáležel žádný důchod a nebyla jim udělena ani pamětní medaile.
Nespokojenost těchto opomenutých veteránů v průběhu let rostla a vedla k založení Federace dobrovolnických bojovníků z roku 1830, která otevřeně a aktivně lobovala za uznání jejich bojových zásluh. Až o více než čtyřicet let později, v roce 1878, král Leopold II. podepsal dekret o vytvoření Pamětního kříže dobrovolníků z roku 1830. Medaile byla založena královským dekretem ze dne 20. dubna 1878. Udělena byla všem příslušníků belgické armády a lidových milicí, kteří sloužili během belgické revoluce v letech 1830 až 1831 a kteří neobdrželi Železný kříž.

## Popis medaile
Medaile má podobu bíle smaltovaného maltézského kříže s pozlaceným burgundským křížem mezi rameny a černě smaltovaným středovým medailonem.  Ve středovém medailonu je na přední straně belgický lev, na zadní straně pak letopočet 1830. Ke stuze je kříž připojen pomocí přechodového prvku ve tvaru belgické královské koruny.
Stuha z hedvábného moaré v národních barvách Belgie je černá s oběma okraji lemovanými 2 mm širokým proužkem červené barvy, na který navazuje 2 mm široký proužek žluté barvy.